# Dactylerythrops dimorpha
Dactylerythrops dimorpha är en kräftdjursart som beskrevs av Nouvel och Lagardère 1976. Dactylerythrops dimorpha ingår i släktet Dactylerythrops och familjen Mysidae. Inga underarter finns listade i Catalogue of Life.